# Montano Antilia
Montano Antilia es una localidad y comune italiana de la provincia de Salerno, región de Campania, con 2.031 habitantes.

## Evolución demográfica
| Gráfica de evolución demográfica de Montano Antilia entre 1861 y 2001 |
|                                                                       |
| Fuente ISTAT - elaboración gráfica de Wikipedia                       |